# Adrienne Rich
Adrienne Cecile Rich, född 16 maj 1929 i Baltimore, Maryland, död 27 mars 2012 i Santa Cruz, Kalifornien, var en amerikansk feminist, poet, lärare och författare. Hon debuterade 1951 med diktsamlingen A Change of World och kom att bli en av de mest lästa och inflytelserika poeterna under andra halvan av 1900-talet i USA. Andra kända verk av Rich är till exempel Av kvinna född (1980) och essän Tvångsheterosexualitet och lesbisk existens (1981). Som radikalfeminist skrev hon både prisbelönt poesi och facklitteratur. Hon behandlade i sina skrifter och analyser teman som till exempel lesbiskhet, sexualitet, svart feminism, ras, rasism, kvinnor och reproduktion.

## Feminism
Adrienne Rich identifierade sig som radikalfeminist. Hon var en inflytelserik feminist verksam från andra halvan av 1900-talet.
Rich kämpade emot kvinnoförtryck, förtryck mot svarta kvinnor och framför allt förtryck mot lesbiska kvinnor. Kvinnors rättigheter i ett heteronormativt patriarkat var något hon kämpade för. Hon var aktiv i kvinnorörelsen och kämpade för sexuell jämställdhet.
Hon skrev feministisk poesi, essäer, facklitteratur och romaner. I sina verk behandlar hon flera teman. Teman som framkommer ofta i hennes skrifter är till exempel sexualitet, kvinnor och etnicitet.
Ett av hennes mer kända verk är boken Av kvinna född (1980). Verket var kontroversiellt då det publicerades för att det ansågs ha en för hård syn på män och var manshatande. I boken blandar Rich poesi och feministisk teori och behandlar teman som moderskap och kvinnor. Hon skriver om sina egna erfarenheter av moderskap och om moderskap som en institution.
En av hennes kända essäer är Tvångsheterosexualitet och lesbisk existens (1981) och i den skriver Adrienne Rich om sexualitet. Hon ifrågasätter hur frivillig heterosexualiteten egentligen är och behandlar på vilka sätt män och heterosexualitet förtrycker kvinnor. Lesbisk existens och lesbiskt kontinuum är begrepp som hon använder istället för ’lesbianism’ i den här essän. Lesbianism låter, enligt henne, för kliniskt och fångar inte varje dimension som till exempel lesbisk existens gör. Med lesbiskt kontinuum menade Rich en sorts sexualitet där alla kvinnor har potential att vara lesbiska för att de har känslomässiga band till andra kvinnor, oberoende om det är baserat på sexuell attraktion eller inte. Detta lesbiska kontinuum är det enda sättet att störta patriarkatet.Inspirerade av hennes lesbiska kontinuum skrev C.L. Cole och Shannon L.C. Cate om ett transgender continuum.
Ytterligare en essä av Rich är Notes toward a Politics of Location (1984). I den analyserar hon etnicitetens påverkan på maktstrukturer. Hon skrev om hur det var att vara judisk under andra världskriget i Nordamerika och funderade på hur det skulle ha varit om hon varit europeisk istället. Hon funderar på hur våra geografiska och kulturella lägen påverkar vår världsbild. Hon behandlar också teman som svart och vit feminism samt västvärlden. Hon skriver om vilka ’platser’ man kan se saker från, till exempel från sin egen kropp, från att vara vit, från att vara amerikansk, att vara kvinna, lesbisk och judisk. Enligt henne bör man komma ihåg vilka perspektiv man ser på världen från.
Hon kritiserade patriarkatet, heterosexualitet, vit feminism och eurocentrisk feminism i sina texter. Enligt Rich blir kvinnor förtryckta från många olika håll, till exempel av män och heteronormativiteten samt västvärlden.
Hennes sätt att bekämpa förtryck var att skriva feministiska texter, både akademiska och poetiska. Hon deltog även i protester, höll insamlingsevenemang för donationer för att stöda till exempel Svarta pantrarna och antikrigsrörelser och var till exempel involverad i organisationen New Left samt Women’s Institute for Freedom of the Press.
Richs syn på transpersoner har ifrågasatts. Man har även beskyllt henne för att använda essentialism i sitt kvinnobegrepp, alltså att hon har en för enkel uppfattning om vad det innebär att ”vara kvinna”. Rich ger enligt dem[källa behövs] inte en tillräckligt tydlig definition av vad en kvinna är, om det är frågan om genitalier eller något annat. Olika upplevelser, erfarenheter, kulturer, normer och så vidare påverkar också vad det betyder för var och en att vara kvinna vilket de[källa behövs] tycker att Rich inte betonar tillräckligt. Hennes verk har inte alltid bemötts väl av kritiker, till exempel kallades Split at the Root: An Essay on Jewish Identity (1982) ’bitter’ och ’personlig’, personlig var inte en komplimang.
Adrienne Rich tas upp i feministisk historia och teori i samband med analys om moderskap, lesbianism och kvinnorättigheter samt ras och rasism. Till exempel i Adrienne Rich: Passion, Politics and the Body (1997) och Feminist Thought: A More Comprehensive Introduction (2009).